# كولفر PQ-14 كاديت
تعد Culver PQ-14 Cadet نسخة معدلة من Culver LFA Cadet المستخدمة كطائرة بدون طيار مستهدفة.
في عام 1940، وضع سلاح الجو بالجيش الأمريكي متطلبات طائرة بدون طيار يتم التحكم فيها لاسلكيًا لتدريب مدفعية المدفعية المضادة للطائرات. كانت الطائرة الأولى في سلسلة الطائرات بدون طيار المستهدفة عبارة عن تعديل لطائرة Culver LFA Cadet مما أدى في النهاية إلى استخدام سلسلة PQ-14 طوال الحرب العالمية الثانية وما بعدها.

## التصميم والتطوير
اقترحت كولفر تعديلاً على نموذجها المدني LFA Cadet والذي اشتراه الجيش باسم PQ-8. أدى نجاح PQ-8 إلى تطوير "NRD"؛ تم تحويل PQ-8 واحد إلى التكوين الجديد واختباره بواسطة القوات الجوية الأمريكية باسم XPQ-14. أكبر وأسرع من PQ-8، وكان PQ-14 أيضًا مزودًا بمعدات هبوط وجسم الطائرة القابلة للسحب والأجنحة ومكونات الذيل المصنوعة من الخشب مع جلد الخشب الرقائقي المجهد.
تم تلي هذا النموذج من طائرات اختبار الخدمة Y'PQ-14A' و1348 طراز إنتاج PQ-14A. من هذه الأخيرة، تم نقل 1,198 إلى البحرية الأمريكية، التي أعلنتهم باسم TD2C-1 مع الاسم غير جذاب بشكل واضح تركيا.
كان Y'PQ-14B' هو فارق ثقيل قليلاً؛ تم إنتاج ما مجموعه 25 قبل أن ينتقل الإنتاج إلى PQ-14B. في مجموع 594 PQ-14B خدموا كطائرات بدون طيار هدف للقوات الجوية الأمريكية. تم تحويل PQ-14B واحد لاستخدام محرك O-300-9 وتعيين XPQ-14C. بعد الحرب العالمية الثانية ، طورت شركة كولفر XPQ-15 من طائراتها الخفيفة نموذج V. بعد تسليم أربعة فقط، فقدت الشركة الإفلاس في عام 1946.

## التاريخ التشغيلي

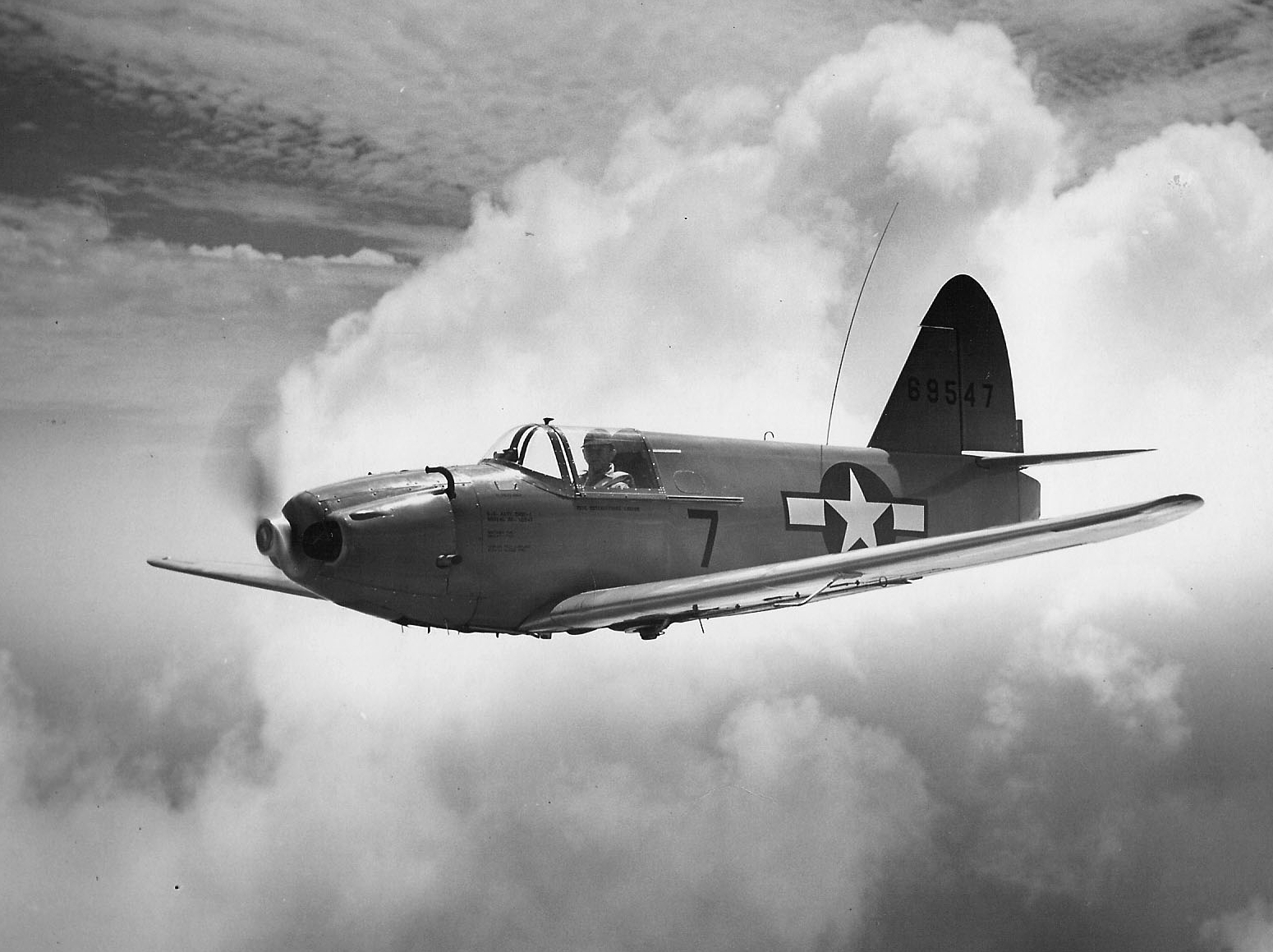
طائرة تابعة للبحرية الأمريكية TD2C-1 أثناء الطيران، حوالي عام 1945.

تم إطلاق XPQ-14 لأول مرة في عام 1942 وبدأ تلقيها في وحدات التدريب بعد فترة وجيزة. تم نقل الطائرة بدون طيار، ويتم التحكم فيها عن طريق الراديو، ولكن كان يقودها طيار لرحلات العبارات، باستخدام لوحة تحكم بدائية مثبتة لهذا الغرض واستخدام المظلات كمقعد. سهلة الانقياد وسهلة الطيران، وتم تشطيب الطائرة باللون الأحمر الفاتح، على الرغم من أنه تم تطبيق اللون الفضي أو الأحمر من الناحية التشغيلية. تم نقلهم بدون طيار من طائرة "السفينة الأم". كانت السفينة الأم النموذجية هي Beech C-45. على الرغم من عمرها القصير، كان أداء الطائرة جيدًا واعتبر محرك فرانكلين "خاليًا من المشاكل". تم "تفجير معظم طائرات كولفر المستهدفة من السماء" بواسطة مدفعيات الجيش المضادة للطائرات ولكن نجا منها عشرات أو أكثر وتم فائضها بعد عام 1950. وقد وجد أصحابها الجدد، التي تم طيرانها كطائرة ترفيهية، أن الطائرة كانت ذات أداء حيوي.

## الطائرات الباقية

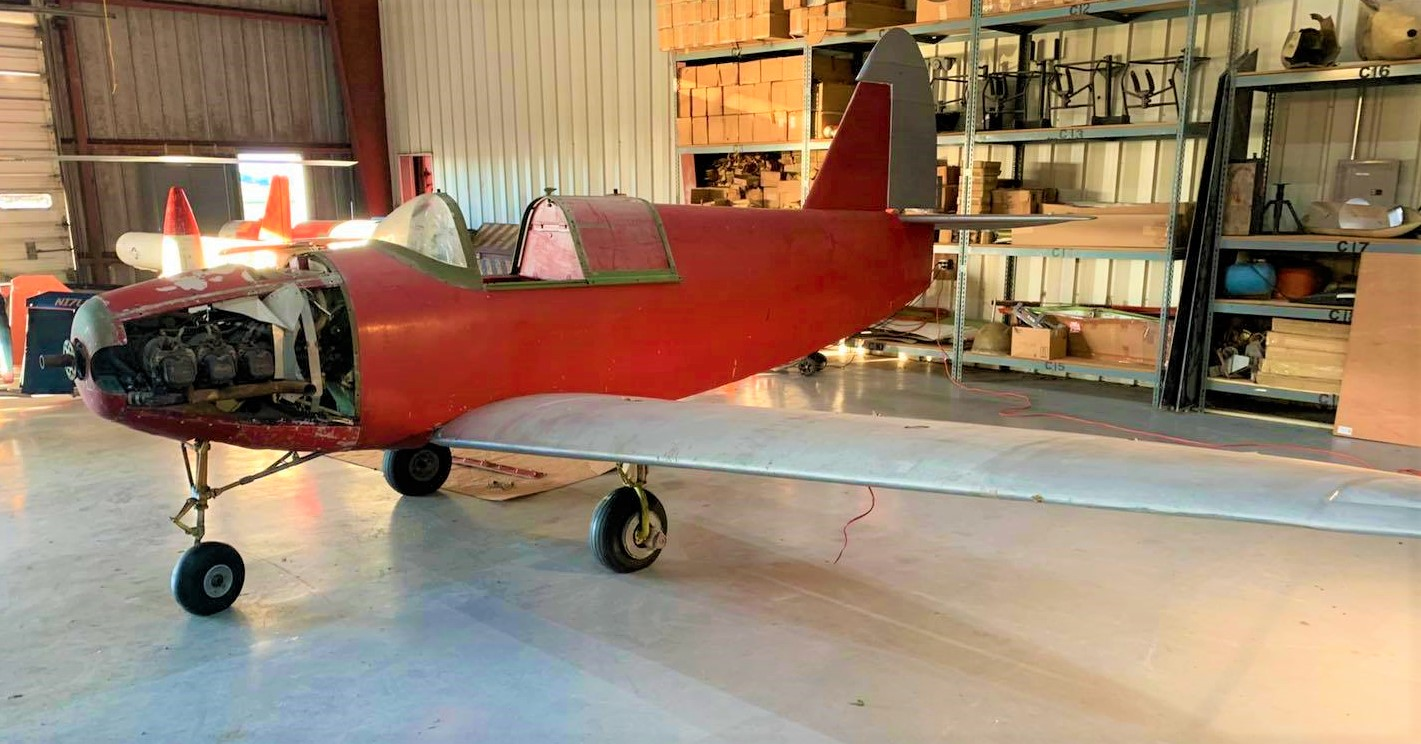
طائرة من طراز PQ-14 قيد الترميم في متحف الطائرات بدون طيار

- 44-21895 – PQ-14B صالحة للطيران في متحف الطائرات الشهيرة في تشينو، كاليفورنيا . [2]
- 44-68334 – PQ-14B معروض في متحف الطيران EAA في أوشكوش، ويسكونسن . [3] [4]
- 44-68462 – PQ-14B معروض بشكل ثابت في المتحف الوطني للقوات الجوية للولايات المتحدة في دايتون، أوهايو . [5]
- 45-59043 – TD2C-1 صالحة للطيران مع روس كرونك من بيج بير، كاليفورنيا . [6]
- 120035 – TD2C-1 في مخزن في مرفق الحفظ والترميم والتخزين Paul E. Garber التابع للمتحف الوطني للطيران والفضاء في سوتلاند، ماريلاند . [7]
- N-917 – PQ-14B صالحة للطيران في متحف القوة الجوية في بلاكسبرج، آيوا . [8]
- PQ-14 قيد الترميم في متحف الطيران بدون طيار في كادو ميلز، تكساس . [9]
- PQ-14B صالحة للطيران مع روبرت إف هولوي من كولورادو سبرينغز، كولورادو . [10]

## المواصفات (كولفر PQ-14A)
البيانات من Mormillo.
الخصائص العامة
- طاقم: One
- طول: 19 قدم 6 بوصة (5.94 م)
- باع الجناح: 30 قدم (9.1 م)
- ارتفاع: 8 قدم 4.5 بوصة (2.553 م)
- الوزن الإجمالي: 1,830 رطل (830 كـغ)
- محركات: 1 × Franklin 6ACT-298-35 6-cyl. air-cooled horizontally-opposed piston engine , 150 حصان (110 كـو)

أداء
- السرعة القصوى: 185 ميل/س (298 كم/س؛ 161 عقدة)
- سرعة العبور: 150 ميل/س (130 عقدة؛ 241 كم/س)
- مدى: 512 ميل (445 nmi؛ 824 كـم)
- سقف الخدمة: 17,000 قدم (5,182 م)

- Crew: One
- Length: 19 ft 6 in (5.94 m)
- Wingspan: 30 ft 0 in (9.14 m)
- Height: 8 ft 4.5 in (2.55 m)
- Gross weight: 1,830 lb (830 kg)
- Powerplant: 1 × Franklin 6ACT-298-35 6-cyl. air-cooled horizontally-opposed piston engine , 150 hp (97 kW)

Performance
- Maximum speed: 185 mph (300 km/h, 161 kn)
- Cruise speed: 150 mph (241 km/h, 130 kn)
- Range: 512 mi (823 km, 445 nmi)
- Service ceiling: 17,000 ft (5,184 m)

## أنظر أيضا
تطويرات ذات صلة
- Culver PQ-8/Cadet  [لغات أخرى]‏

- Culver PQ-8/Cadet  [لغات أخرى]‏

### ملحوظات
1. ↑  Mormillo 2001, p. 7.
2. ↑  "Airframe Dossier - Culver PQ-14B, s/n 44-21895 USAAF, c/n N-839, c/r N15HM". Aerial Visuals. مؤرشف من الأصل في 2024-01-09. اطلع عليه بتاريخ 2020-10-13.
3. ↑  "1944 Culver PQ-14B - N999ML". EAA. مؤرشف من الأصل في 2023-03-25. اطلع عليه بتاريخ 2020-10-13.
4. ↑  "Airframe Dossier - Culver Q-14B, s/n 44-68334 USAF, c/r N999ML". Aerial Visuals. مؤرشف من الأصل في 2022-03-11. اطلع عليه بتاريخ 2020-10-13.
5. ↑  "Culver PQ-14B". National Museum of the United States Air Force. 20 أبريل 2015. مؤرشف من الأصل في 2023-05-30. اطلع عليه بتاريخ 2020-10-13.
6. ↑  "FAA REGISTRY [N2775]". Federal Aviation Administration. U.S. Department of Transportation. مؤرشف من الأصل في 2020-10-17. اطلع عليه بتاريخ 2020-10-13.
7. ↑  "Culver TD2C-1". National Air and Space Museum. Smithsonian Institution. مؤرشف من الأصل في 2019-09-04. اطلع عليه بتاريخ 2019-09-04.
8. ↑  "Culver PQ-14B". Antique Airfield. مؤرشف من الأصل في 2022-04-19. اطلع عليه بتاريخ 2020-10-18.
9. ↑  "BGM-34B ATTACK & MULTI-MISSION RPV". AUVM. مؤرشف من الأصل في 2020-10-27. اطلع عليه بتاريخ 2020-10-12.
10. ↑  "Airframe Dossier - Culver PQ-14B, c/r N5526A". Aerial Visuals. مؤرشف من الأصل في 2020-10-13. اطلع عليه بتاريخ 2020-10-13.
11. ↑  Mormillo 2001, p. 6.

### فهرس
- Anderson، C. E. "Bud" (ديسمبر 1981 – مارس 1982). "Caught by the Wing-tip". Air Enthusiast. ع. 17. ص. 74–80. ISSN:0143-5450.
- Mondey, David. American Aircraft of World War II (Hamlyn Concise Guide). London: Bounty Books, 2006. (ردمك 978-0-7537-1461-4)ISBN 978-0-7537-1461-4.
- Mormillo, Frank B. "Defenceless Warrior: Culver's PQ-14 Drone." Air Enthusiast Issue 93, May/June 2001. ISSN 0143-5450ISSN 0143-5450

## روابط خارجية
- كولفر PQ-14/Q-14/TD2C
- كولفر PQ-14B – المتحف الوطني للقوات الجوية للولايات المتحدة

قالب:Culver aircraft
قالب:USN target drones